# Circuit de Bremgarten
El circuit de Bremgarten va ser un circuit de curses temporal de 7,280 km de longitud que s'habilità a Bremgarten bei Bern, al cantó de Berna (Suïssa), de 1931 a 1954 per a acollir curses d'esports de motor. El circuit es va fer servir per al Gran Premi de Suïssa de Fórmula 1 de 1947 a 1954 i per al Gran Premi de Suïssa de motociclisme de 1949 a 1954.

## Història

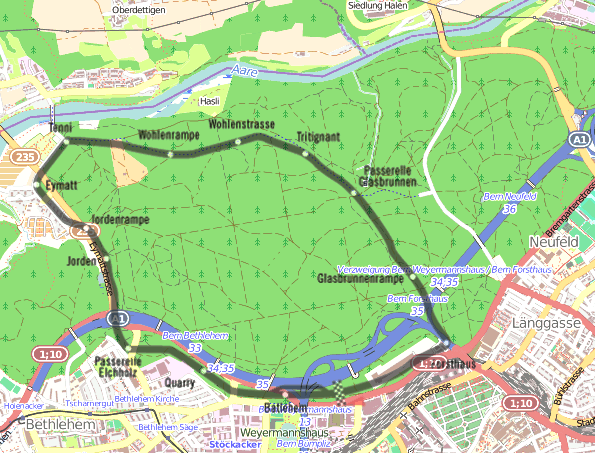
Mapa de situació del circuit

Bremgarten va ser configurat com a circuit de curses de motociclisme el 1931 al Bremgartenwald (bosc de Bremgarten), al nord de Berna. La pista en si no tenia una recta real, sinó que era un conjunt de revolts d'alta velocitat. Va acollir la seva primera cursa d'automobilisme el 1934, en la qual hi va perdre la vida el pilot Hugh Hamilton. El 1948 s'hi va morir Achille Varzi. Des del primer moment, les carreteres arbrades de Bremgarten, sovint les males condicions de llum i els canvis en la superfície de la carretera van fer de Bremgarten un circuit molt perillós, sobretot en mullat.
El circuit no ha acollit cap cursa oficial d'automobilisme des de 1955, quan els esports de motor amb espectadors, tret de les pujades de muntanya i els ral·lis, van ser prohibits a Suïssa com a reacció al desastre de Le Mans d'aquell any. Tot i que el 1982 hi va haver un Gran Premi de Suïssa, aquest va tenir lloc a Dijon, França. El 6 de juny de 2007 es va aprovar a la cambra baixa del parlament suís una esmena per aixecar la prohibició, amb 97 vots a favor i 77 en contra. La cambra alta, però, no va aprovar la nova legislació i el 2009 va ser retirada després de ser rebutjada dues vegades.

## Curses de motociclisme
A Bremgarten s'hi va celebrar el "Gran Premi de Berna" de 1931 a 1937 i, un cop acabada la Segona Guerra Mundial, de 1947 a 1948. A l'edició de 1931, Stanley Woods va guanyar la cursa de 500cc amb una Norton. Woods va guanyar tres proves més al circuit: les de 350cc i 500cc de 1932 i la de 500cc de 1933, també amb una Norton. Jimmie Guthrie va guanyar les curses de 350cc i 500cc el 1937.
El circuit de Bremgarten va ser una de les seus originals del primer mundial de motociclisme el 1949 i, després, de 1951 a 1954. Entre els pilots famosos que hi van córrer hi havia Hans Stärkle, Freddie Frith i Geoff Duke. L'italià Omobono Tenni es va morir a Bremgarten durant els entrenaments del Gran Premi de 1948.

## Guanyadors del GP de Suïssa de F1
| Temporada | Pilot Guanyador    | Equip guanyador | Resultats |
| --------- | ------------------ | --------------- | --------- |
| 1954      | Juan Manuel Fangio | Mercedes        | Resultats |
| 1953      | Alberto Ascari     | Ferrari         | Resultats |
| 1952      | Piero Taruffi      | Ferrari         | Resultats |
| 1951      | Juan Manuel Fangio | Alfa Romeo      | Resultats |
| 1950      | Nino Farina        | Alfa Romeo      | Resultats |